# 牧義珍
牧 義珍（まき よしたか、明和4年（1767年） - ?）は、江戸時代後期の旗本。官途は従五位下、備後守・丹波守。通称は又太郞、次いで七左衞門、助右衛門。妻は前田長皓の娘、生駒親睦の娘、榊原長里の娘。石高1200石。牧長賢（牧義陳養子。実父は榊原長國）の子。子に牧義利。
寛政8年（1796年）12月18日に家督を継ぐ。寛政10年（1798年）5月西丸小姓組番士、文化3年（1806年）1月11日使番となり、文化9年（1812年）7月4日駿府目付代を経て、文化10年（1813年）4月24日に目付となる。文政2年（1819年）12月8日より京都町奉行、文政8年（1825年）6月15日に田安家家老、天保8年（1837年）12月22日留守居となり、天保15年（1844年）4月15日、老衰により職を辞した。